# Marshmallow Overcoat
I Marshmallow Overcoat, diventati negli anni novanta The Overcoat sono stati un gruppo rock statunitense formatosi a Tucson in Arizona nella seconda metà degli anni ottanta guidato da Timothy Gassen.
Nati in pieno sviluppo del movimento Paisley Underground, il loro stile musicale, debitore del garage rock, della psichedelia, riprendeva quello di gruppi in auge negli anni sessanta come Blues Magoos, The Chocolate Watchband o The Electric Prunes.

## Discografia

### Come Marshmallow Overcoat

#### Album in studio
- 1987 - The Inner Groove - (Dionysus Records)
- 1988 - Marshmallow Overcoat - (360 Twist Records)
- 1989 - Try on the Marshmallow Overcoat - (Get Hip/Skyclad Records)
- 1993 - All You Need Is Fuzz - (Collectibles)

#### EP
- 1989 - Live
- 1990 - Beverly Pepper - (Get Hip Recordings, Skyclad Records)

#### Raccolte
- 1990 - Best 1986-1990 - (Skyclad Records)
- 1995 - The Baroque Sound Of Thee Marshmallow Overcoat
- 2005 - 26 Ghost: The Best Of 1986-2005 - (Dionysus Records)

### Come The Overcoat
- 1991 - Fuzz, Screams, and Tambourines!
- 1991 - Three Chords... and a Cloud of Dust!
- 1993 - A Touch of Evil